# Schleierfall (Ramsau)
Der Schleierfall ist ein Wasserfall an der Südabdachung des Dachsteinmassivs im Ennstal, Steiermark. Er liegt bei  Rössing im Gemeindegebiet von Ramsau am Dachstein und ist als Naturdenkmal ausgewiesen.
Der Schleierfall ist ein rechtes Nebengerinne des Silberkarbachs (Torbach) am Ostfuß der Kampspitze. Er entspringt größtenteils aus einer Quelle knapp 100 Meter oberhalb der Sturzkante, ist 70 m hoch und fällt direkt in die Silberkarklamm. Wie viele Karstgewässer des Dachsteinmassivs führt er nur zeitweise Wasser.
Der Schleierfall wurde 1968 als Naturdenkmal ausgewiesen (NDM.789, Naturschutzbuch: St-GB-020/Ramsau am Dachstein, KG Ramsau und Rössing). Das Schutzgebiet erstreckt sich im mittleren Abschnitt der Silberkarklamm – die ebenfalls als Naturdenkmal ausgewiesen ist, NDM.788 Torbachfall – auf etwa 130 m Länge und nimmt eine Fläche von 4396 m² ein. Es liegt in der Pufferzone des UNESCO-Welterbe-Gebiets Kulturlandschaft Hallstatt–Dachstein/Salzkammergut (WHS 806) und im Landschaftsschutzgebiet Dachstein–Salzkammergut (Salzkammergut-Ost, LS 14a).
Durch die Silberkarklamm führt eine Steiganlage, für die man eine Gebühr entrichtet. Ein weiterer Wanderweg von Ramsau in das Silberkar passiert oberhalb des Wasserfalls.